# Charlotte Cooper Sterry
Charlotte "Chattie" Reinagle Cooper, från 1901 gift Sterry, född 22 september 1870 i Ealing i London, död 10 oktober 1966 i Helensburgh i Skottland, var en brittisk tennisspelare.
Charlotte Sterry är en av tidernas mesta singelspelare i Wimbledonmästerskapen och deltog i totalt elva singelfinaler (Challenge Round eller All Comers Round). Hon vann singeltiteln fem gånger, och är en av de fem tidiga "multisegrarna" i Wimbledon, som under 40-årsperioden från starten 1884 till 1923 tillsammans vann singeltiteln hela 29 gånger. De övriga multisegrarna är Dorothea Douglass Chambers med sju titlar, Blanche Hillyard och Suzanne Lenglen med vardera sex titlar samt Lottie Dod med fem titlar.

## Tenniskarriären
Sterry vann Wimbledontiteln första gången 1895 genom finalvinst i All Comers Round över brittiskan Helen Jackson med 7-5, 8-6. Matchen räknades som mästerskapsfinal, eftersom det föregående årets mästare, Blanche Hillyard inte ställde upp att försvara sin titel. Sterry behöll sin titel året därpå, då hon som titelförsvarare finalbesegrade W. H. Pickering. År 1898 vann hon åter titeln genom seger i All Comers Round, denna gång över den irländska spelaren Louise Martin (6-4, 6-4). Martin är för övrigt främst ihågkommen som en av de få spelarna som någonsin lyckades besegra det tidiga 1890-talets dominant inom damtennisen, Lottie Dod. Sin sista och femte singeltitel vann Sterry 10 år senare, 1908, genom vinst över engelskan Agnes Morton. Hon blev därmed, 37 år och 282 dagar gammal, den hittills äldsta singelsegraren i mästerskapen.
Sterry förlorade sex finaler i Wimbledon, av vilka tre mot Blanche Hillyard (1897, 1898 och 1900), en vardera mot Muriel Robb (1902), Dorothea Douglass Chambers (1904) och Ethel Larcombe (1912). 
Finalmatchen 1902 mot Muriel Robb är unik så till vida att den spelades över två dagar. Den första dagen var spelet jämnt, och vid ställningen 6-4, 11-13 (det vill säga 1-1 i set) vidtog ett häftigt regn, vilket framtvingade ett speluppehåll till nästa dag. När spelet skulle återupptas dagen därpå beordrade domaren att matchen skulle spelas om från början. Robb vann nu med 7-5, 6-1. Totalt spelades alltså 53 game (rekord) i denna finalomgång.
Charlotte Sterry vann sigeltiteln i Irish Open 1895 och 1898 och mixed dubbel-titeln 1895, 1896, 1899 och 1900.

## Olympisk mästare
Charlotte Cooper Sterry blev olympisk mästare, den första kvinnliga OS-mästaren någonsin, i Paris 1900 i singel (finalseger över fransyskan Hélène Prévost med 6-1, 6-4) och mixed dubbel (den senare finalen vann hon tillsammans med Reggie Doherty över spelarparet Hélène Prévost/Harold Mahony med 6-2, 6-4).

## Spelaren och personen
Charlotte Sterry har beskrivits som en livlig och älskvärd person med mycket god fysik. Hon var som tennisspelare särskilt skicklig vid volleyspel och kan betraktas som en utpräglad attackspelare som gärna gick på nät. Hon använde serve över huvudet. Hon besvärades under hela sin levnad av nedsatt hörsel. Hon gifte sig, 30 år gammal, med den likaledes tennisspelande Alfred Sterry, som senare blev ordförande för det brittiska lawn-tennisförbundet.

## Grand Slam-titlar
- Wimbledonmästerskapen
  - Singel - 1895, 1896, 1898, 1901, 1908
  - Dubbel - 1901, 1902 (ej mästerskap)
  - Mixed dubbel - 1901, 1902 (ej mästerskap)

### Webbkällor
- Wimbledonstatistik